# Строевой шаг

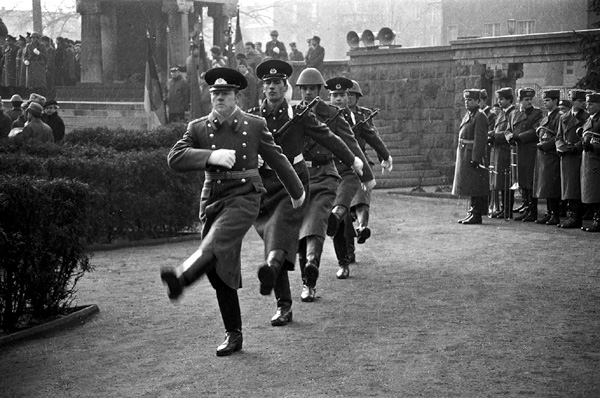
Движение шагом смены совместного почётного караула, Бранденбург, ГДР.

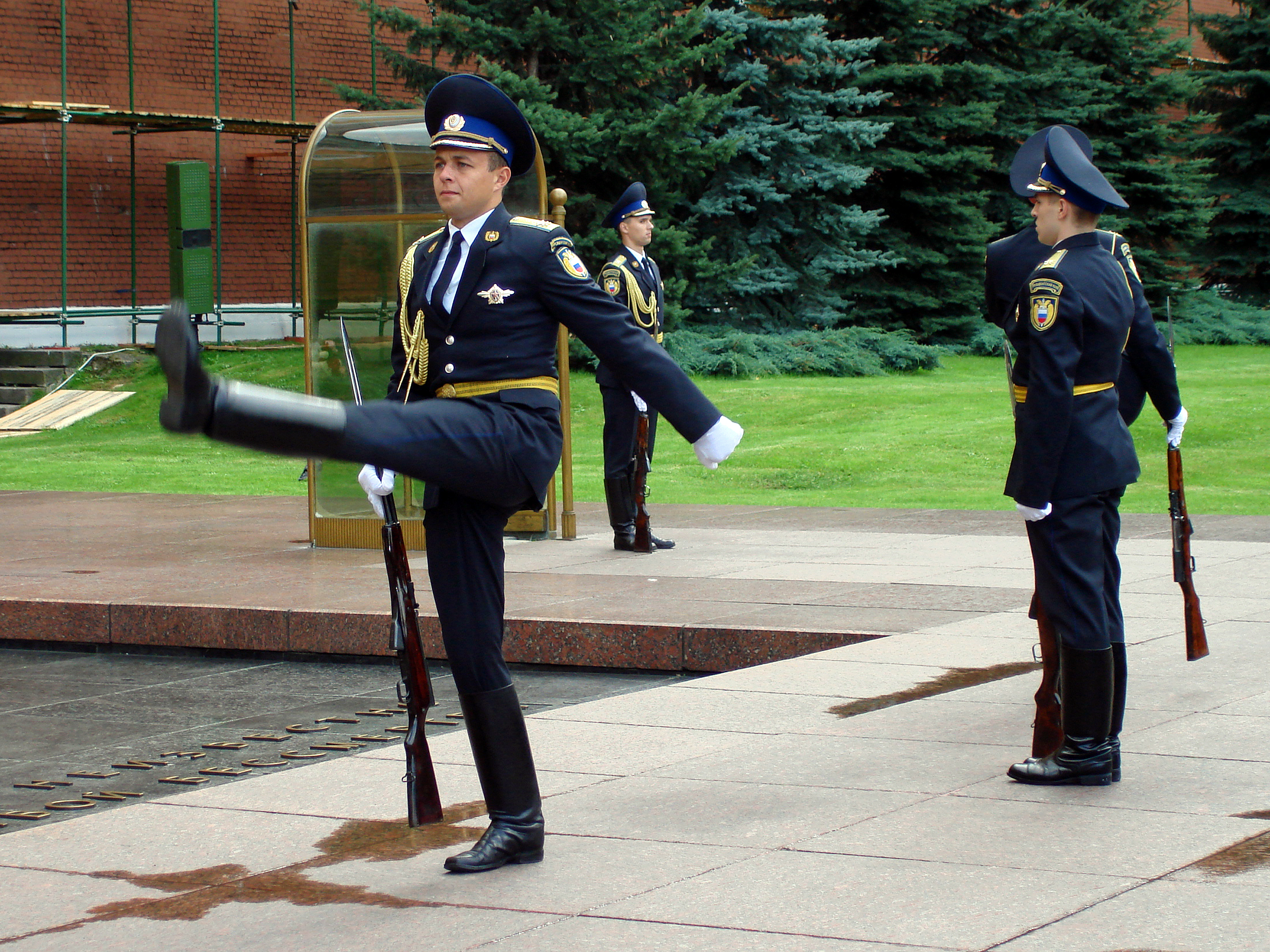
Личный состав смены караула президентского полка России.

Строевой шаг — регламентированный строевым уставом шаг, применяемый военнослужащим при движении (при подходе к начальнику и при отходе от него, при выходе и возвращении в строй, во время торжественного марша, при выполнении им воинского приветствия в движении, а также на занятиях по строевой подготовке).

## История
Движение строевым шагом, в Вооружённых Силах Российской Федерации (ВС России), а ранее и Союза ССР, осуществляется с темпом 110 — 120 шагов в минуту, с размером шага 70 — 80 сантиметров. Во время движения походным шагом, для выполнения воинского приветствия в строю в движении, по команде «СМИРНО» все военнослужащие переходят на строевой шаг.
При строевой подготовке строевой шаг иногда (в зависимости от методики обучения) выполняется в четыре приёма:
1. Левая нога поднимается над землёй на 15 — 20 сантиметров, левая рука полностью отводится назад, правая — вперёд и сгибается в локтевом суставе таким образом, чтобы кисть была выше пряжки ремня (поясного) на ширину ладони, кисть сгибается в фалангах пальцев;
2. Левая нога твёрдо опускается на землю на всю ступню, правая нога поднимается на носок, положение рук не меняется;
3. Правая нога выносится вперёд и поднимается над землёй на 15 — 20 сантиметров, правая рука полностью отводится назад, левая — вперёд и сгибается в локтевом суставе таким образом, чтобы кисть была выше пряжки ремня на ширину ладони, кисть сгибается в фалангах пальцев;
4. Правая нога твёрдо опускается на землю на всю ступню, левая нога поднимается на носок, положение рук не меняется…

Отдельной разновидностью строевого шага является «печатный шаг». Он осуществляется аналогично, но при этом нога выносится вперёд не на 15 — 20 сантиметров, а практически на прямой угол с телом. Кроме того, печатный шаг выполняется в значительно менее быстром темпе (75 шагов в минуту). Правильное движение печатным шагом требует довольно продолжительной тренировки и огромных физических усилий.

## Школы строевой подготовки
Выделяют две школы строевой подготовки: английскую и прусскую - все остальное это национальные вариации этих двух школ.
Английский строевой шаг используется в вооруженных силах следующих государств:
- Великобритания,
- США,
- Индия,
- Пакистан,
- Греция и т.д.

Прусский строевой шаг используется в вооруженных силах следующих государств:
- Российская Федерация,
- Чили,
- Китай,
- КНДР,
- Украина и т.д.